# 페이룬하이
페이룬하이(중국어 정체자: 飛輪海, 병음: Fēi Lún Hǎi, Fahrenheit) 또는 비륜해는 중화민국의 인기 남성 아이돌 그룹이다.
2005년 12월 27일, 첫 앨범, 《종극일반》《KO One》이라는 대만 드라마의 OST을 발매하였다.
대만 제작 회사 Comic Productions International와 화연국제 음악에 소속 되어 있다.
2005년 결성해 대만을 시작으로 하고, 홍콩, 중국 대륙, 싱가포르까지 건너 넓게 인기를 얻었다.
현재 멤버 구성원은 진역유, 염아륜 2명의 멤버로 구성되어 있다.

## 멤버

### 진역유 (辰亦儒)
- 이름 : 진역유(辰亦儒)
- 본명 : 진혁유(陳奕儒)
- 영문명 : Calvin
- 대표온도 : 77도
- 생일 : 1980년 11월 10일
- 신장 : 184cm
- 학력 : 建中

- Simen Fraser University 대학 (경제학 전공)
- University of Victoria 석사과정 (경제학 전공)
- 출연드라마[1] :

- 《종극일반》 - 왕야써(王亞瑟)역
- 《종극일가》 - 란링왕(蘭陵王)역
- 《공주소매》 - 난펑차이(南風彩)역
- 《애사백회》 - "파르페틱"의 신보 다이아 역
- 《도화소매》- 슈에즈창 역
- 《양광천사》- Calvin 역
- 《잃어버린 성의 왕자》- 친위장(秦雨江)역

### 염아륜 (炎亞綸)
- 이름 : 염아륜(炎亞綸)
- 본명 : 오경림(吳庚霖)
- 익명 : 아포(阿布)
- 영문명 : Aaron
- 생일 : 1985년 11월 20일
- 신장 : 177cm
- 대표온도 : 41도
- 학력 : 경문과기대학 영문과
- 구사언어 : 중국어, 영어
- 출연 드라마[1] :

- 《安室愛美惠》
- 《악작극지문 1》 - 아뿌(阿布)역
- 《악작극지문 2》 - 아뿌(阿布)역
- 《종극일반》 - 띵샤오위(丁小雨)역
- 《종극일가》 - 멍주(盟主)역
- 《벽력MIT》 - 쨘스더(詹士德)역
- 《애사백회》 - "파르페틱"의 신보 이치역

## 전 멤버

### 오존 (吳尊)
- 이름 : 오존(吳尊)
- 본명 : 오길존(吳吉尊)
- 영문명 : Wu Chun
- 생일 : 1979년 10월 10일
- 혈액형 : O형
- 신장 : 181cm
- 대표온도 : 59도
- 학력 : 호주 RMIT University (BACHELOR OF BUSINESS IN BUSINESS ADMINISTRATION）
- 출연 드라마[1] :

- 《종극일반》 - 티엔홍광(田宏光)역
- 《동방줄리엣》 - 찌펑량(紀風亮)역
- 《화양소년소녀》 - 줘이췐(左以泉)역
- 《종극일가》 - 훠옌스저(火焰使者)역
- 《공주소매》 - 난펑진(南風瑾)역
- 《람구화》 - 우지준(無極尊)역
- 출연 영화 :

- 《검접》 (2008년)
- 《금의위》 (2010년)

### 왕동성 (汪東城)
- 이름 : 왕동성(汪東城)
- 본명 : 왕동성(汪東成)
- 영문명 : Jiro
- 별명 : 大東 / Jiro / Higashi
- 대표온도 : 95도
- 생일 : 1981년 8월 24일
- 혈액형 : O형
- 신장 : 182cm
- 학력 : 復興美工 廣設科 (복흥미술공학 상업디자인과)
- 출연 드라마[1] :

- 《청분금어창가》
- 《신마랄선사》 - 상티엔(桑田)역
- 《팔호당포》 - 즈챵(子强)역
- 《악작극지문》 - 아진(阿金)역
- 《종극일반》/《장난 키스 》- 따동(大東)역
- 《화양소년소녀》 - 찐씨우이역(金秀尹)역
- 《종극일가》 - 따동(大東)역
- 《악작극2문》 - 아진(阿金)역
- 《번곤파! 단초반》 - 미치린(米麒麟)역
- 《애취택일기》 - MARS(본명:莊俊男)역
- 《도화소매》- 스랑(史朗)역
- 《절대달령》- 나이트(Night)역
- 《저저립정향전주》- 이슨역

## 음반

#### 정규 앨범
- 2006: 수장동명전집(首張同名專輯)
- 2008: 쌍면비륜해(雙面飛輪海)
- 2009: 월래월애(越來越愛)
- 2010: 태열(太熱)

#### 싱글 앨범
- 2008: STAY WITH YOU
- 2008: Treasure
- 2009: Touch Your Heart
- 2009: ONLY YOU
- 2009: Japan Complete Edition

## 참고 문헌
1. 1 2 3 4  비륜해 한국후원회